# Die Geierwally (1988)
Die Geierwally ist eine Filmkomödie aus dem Jahr 1987 und eine Parodie auf traditionelle Heimatfilme, vor allem den klassischen Stoff der Geierwally, nach dem Roman von Wilhelmine von Hillern. Die Uraufführung fand im Oktober 1987 auf den 21. Hofer Filmtagen statt. Deutscher Kinostart war am 28. Januar 1988; seit Ende 2006 ist der Film als Walter Bockmayers Geierwally auch auf DVD erhältlich.

## Handlung
Die „Geierwally“ weigert sich, den Erbschleicher Vinzenz dem Willen ihres Vaters entsprechend zu heiraten. Sie ist in den Jäger „Bärenjoseph“ verliebt, der jedoch nichts von ihr wissen will. Ihr Vater schickt sie zur Strafe in die Verbannung auf eine Alm, wo sie zur Besinnung kommen soll.
Am Hof des Vaters reißt derweil Vinzenz das Ruder an sich. Als Wally davon erfährt, entschließt sie sich zum Widerstand und jagt Vinzenz vom Hof. Afra, die heimliche Tochter von Joseph, hält sie fälschlicherweise für dessen Geliebte und entschließt sich, beide aus dem Weg zu räumen. Als der eifersüchtige Vinzenz Joseph den Berg hinunterstößt, klettert Wally hinterher und rettet ihn, was ihr schließlich doch seine Zuneigung einbringt.

## Lieder
- The Bären Rap (Elisabeth Volkmann und Gottfried Lackmann)
- Fei Fei Fei
- Dudu Jaja (Brigitte Janner und Gottfried Lackmann)
- Moi Rappala Bamba (Ralph Morgenstern)
- Es läuten die Glocken am Königssee (Ortrud Beginnen und Ralph Morgenstern)
- Geierwally (Amoca)
- Schöner Fremder Mann (Joy Fleming)
- Mei Kua (Joy Fleming)
- The Yodel Queen (Joy Fleming)

## Kritiken
- Newsflex.de meint, der Film sei eine tolle Groteske, die mit hemmungsloser Geschmacklosigkeit und purem, bisweilen garstigem Spott durch alle Klischees des Heimatfilms hetze.[1]
- Das Lexikon des internationalen Films meint, Die Geierwally sei eine überdrehte, nicht immer geschmacksichere Persiflage auf Heimatfilme der 50er Jahre mit einer Kaskade mehr oder weniger witziger Einfälle.[2]
- TV Spielfilm meint, Die Geierwally sei … ein greller, respektloser Mix aus Musical, Volkstheater, Slapstick und Transentrash von Walter Bockmeyer. Daumen hoch!
- Im Sissy Magazin erkennt Andreas Wilink ... eine der Sternstunden des schlechten Geschmacks.[3]